# Bezerreã
Bezerreã (Becerreá) é um município da Espanha na província 
de Lugo, 
comunidade autónoma da Galiza, de área 173,3 km² com 
população de 2.827 habitantes (2018) e densidade populacional de 18,83 hab./km².

## Demografía
| Variação demográfica do município entre 1991 e 2004 | Variação demográfica do município entre 1991 e 2004 | Variação demográfica do município entre 1991 e 2004 | Variação demográfica do município entre 1991 e 2004 |
| --------------------------------------------------- | --------------------------------------------------- | --------------------------------------------------- | --------------------------------------------------- |
| 1991                                                | 1996                                                | 2001                                                | 2004                                                |
| 4126                                                | 3897                                                | 3472                                                | 3424                                                |